# Maison d'arrêt de Vesoul
La maison d'arrêt de Vesoul est une prison située à Vesoul, dans le département de la Haute-Saône en Franche-Comté. Ouverte en 1837, la maison d'arrêt est située place Beauchamp, derrière le collège Gérôme. L'établissement reçoit les détenus en attente de jugement ainsi que les condamnés à des peines inférieures ou égales à deux ans d'emprisonnement.

## Histoire

### Les anciennes prisons de Vesoul
Au XVIIIe siècle, la prison de Vesoul est située dans l'actuelle rue Saint-Georges. En 1739, la municipalité évoque le projet de construction d'un vaste édifice multifonctionnel rassemblant dans un même lieu au coeur de la cité : maison commune, présidial, halles, prison... Le site retenu est l'emplacement des halles (actuel palais de justice et sa place). En 1751, l'incendie de la prison de Vesoul accélère les rouages du projets.
En 1752-1754, un premier projet est élaboré : il est prévu de construire les nouvelles prisons dans la partie sud de l'emplacement retenu. Entre 1755 et 1761, un autre projet préconise de reconstruire les prisons de plain pied, rue des Boucheries. Enfin, entre 1763 et 1767, un dernier projet est réfléchi consistant à construire les prisons sur la partie méridionale du site, sur deux niveaux autour d'une cour. Cependant, en 1764, on décide de réduire l'importance du projet en diminuant les dimensions du bâtiment d"un tiers afin d"y aménager une place (actuelle place du Palais).
Bien qu'au cours du projet, des rumeurs émergent concernant l'installation des prisons dans l'ancien collège des Jésuites, les travaux du bâtiment incluant les prisons débutent en 1765 et se terminent en 1768 ou 1769,.
En 1793, sous la Terreur, une maison de détention pour hommes est installée dans l'ancien couvent des Ursulines. L'ancien couvent des Annonciades accueille quant à lui une maison de détention pour femme sous la Révolution.
Sous le Premier Empire, un arrêté du 20 octobre 1810 prévoit la construction d'une maison d'arrêt dans chaque arrondissement. Ce type de prison devient la propriété des départements depuis le décret du 9 avril 1811.

### La prison actuelle

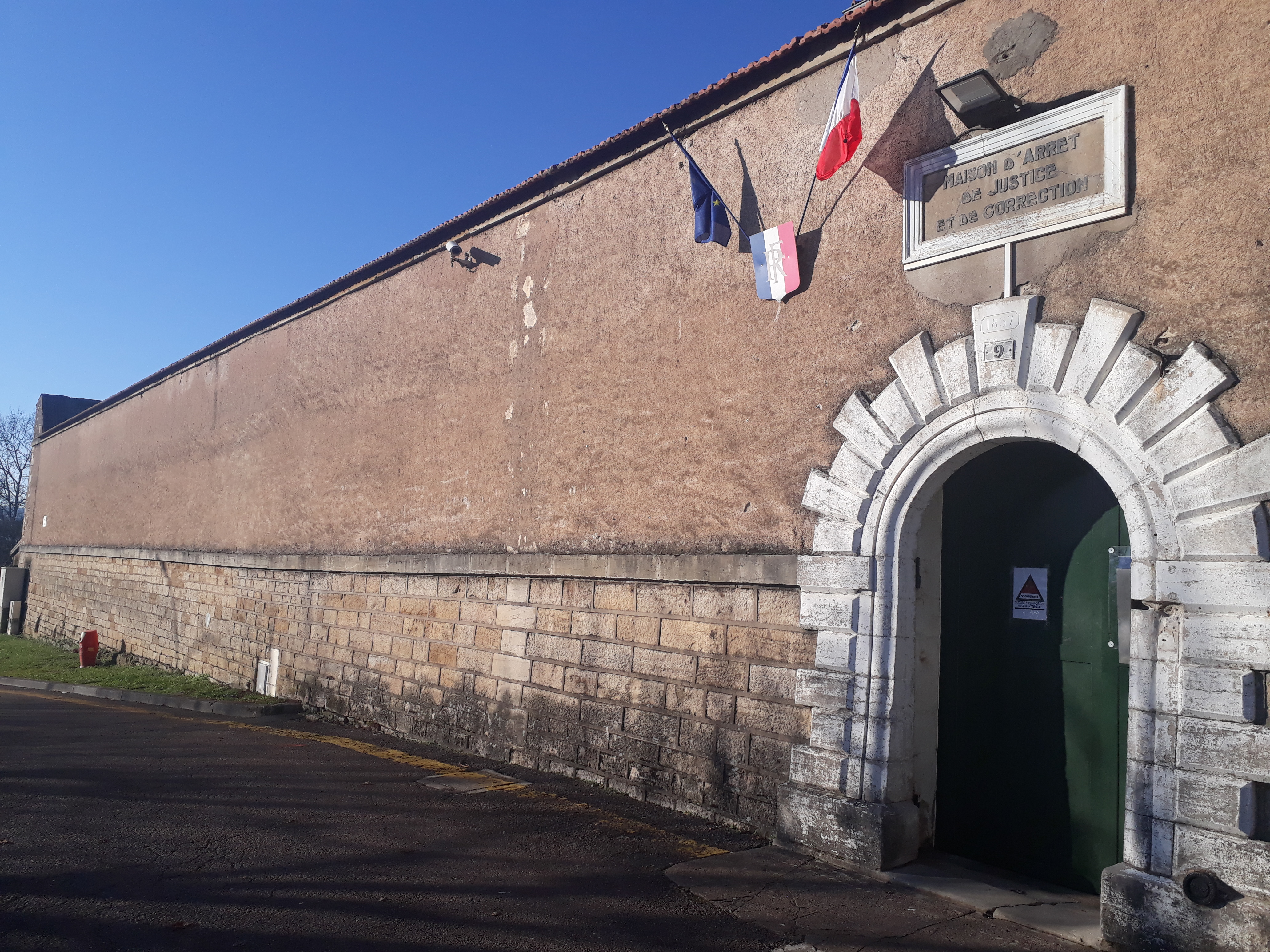
La maison d'arrêt, en 2020

Le bâtiment actuel a été construit en 1837 sur les plans de l'architecte Le Beuffe, sur une superficie de 4 162 mètres2,,. Le site occupe les anciens jardins du couvent des Annonciades. Vesoul, alors préfecture du département, totalise environ 6000 habitants.
Le 30 juillet 1949, a lieu la dernière exécution capitale d'un condamné à Vesoul ; il s'agit de Saïd Ben Mohamed qui commit un homicide à Belfort Elle se déroula au sein de la maison d'arrêt, et non en place publique, comme l'interdisait le décret du 24 juin 1939.
En 2014, la maison d'arrêt de Lure ferme ses portes. Le bâtiment devenant de plus en plus vétuste et la sécurité des détenus était mise en cause. La maison d'arrêt de Vesoul devient alors la seule et unique maison d'arrêt du département.
En mai 2019, un rapport du contrôleur général des lieux de privation de liberté alerte sur l'état de surpopulation de la maison d'arrêt.
Pendant la crise du Covid-19, la maison d'arrêt de Vesoul, comme la plupart des autres établissements pénitentiaires de France, voit son taux d'occupation diminué. Cependant, dès mai 2021, son taux d'occupation de met à réaugmenter pour atteindre un chiffre de 138% de sa capacité.
En avril 2023, la prison est à nouveau déclarée en état de surpopulation carcérale. En effet, soixante treize personnes y sont incarcérées, contre quarante places disponibles.

## Situation et architecture
La maison d'arrêt se situe place Beauchamp, qui forme une impasse, à proximité du périmètre de l'enceinte historique de Vesoul. Elle se trouve au pied de La Motte, colline dominant Vesoul. L'établissement est à proximité de l'hôtel de préfecture de la Haute-Saône et de l'ancien collège Gérôme
Tracée par l'architecte Le Beuffe, la maison d'arrêt présente un style architectural dit « hispano-mexicain ». Le fronton d'entrée mentionne 1837, qui est l'année d'ouverture de la maison d'arrêt, accompagné de l'écriteau Maison d'arret, de justice et de correction.

## Organisation

### Disposition et équipements
La maison d'arrêt compte deux sections :
- un quartier détention hommes majeurs ;
- un quartier semi-liberté hommes.

Parmi les équipements sportifs, on trouve un plateau sportif en bitume, d'une surface de 312 mètres carrés ainsi qu'une salle de musculation de 29 mètres carrés, permettant de pratiquer des activités de forme et de santé.
L'établissement dépend du tribunal judiciaire de Vesoul et de la cour d'appel de Besançon.

### Liste des directeurs de la prison
- 2013 - 2015 : Joel Campener[20]
- 2015 - 2019 : Laurence Barthel[21]
- 2019 - 2021 : Méril Binkoumina[22],[23].

## La prison de Vesoul dans la littérature
La maison d'arrêt de Vesoul est citée dans l'ouvrage Le Moulin sanglant publié en 2019, de l'écrivain français Pierre Yrondy.